# أورلاندو غالو
أورلاندو غالو (بالإسبانية: Orlando Galo) هو لاعب كرة قدم كوستاريكي في مركز الدفاع، ولد في 11 أغسطس 2000 في بونتاريناس في كوستاريكا. لعب مع نادي ألاجولينسي.

## وصلات خارجية
- Orlando Galo على موقع قاعدة بيانات كرة القدم.إي يو (الإنجليزية)
- Orlando Galo على موقع ناشيونال فوتبول تيمز (الإنجليزية)
- Orlando Galo على موقع Soccerway.com (الإنجليزية)
- Orlando Galo على موقع عالم كرة القدم.نت (الإنجليزية)